# Рыкина, Мария Егоровна
Мария Егоровна Рыкина, псевдоним Мариям Жагоркызы (каз. Мариям Жагорқызы, Мария, дочь Егора; 1887, Коргалжынский район — 1950, Кургальджинский район, Акмолинская область) — автор и исполнитель казахских народных песен, заслуженный деятель искусств Казахской ССР, композитор (1945).

## Биография
Будучи дочерью переселенца Егора Рыкина, Мария в совершенстве владела казахским языком, хорошо знала казахские народные песни, усвоила национальную манеру их исполнения.
Широко известна её песня «Дударай», в которой поётся о любви русской девушки к казахскому джигиту Дуйсену, о силе чувства, не считающегося с национальными и религиозными предрассудками. Название песни происходит от ласкового обращения девушки к джигиту (каз. дудар — кудрявый).
В 1920 году известный собиратель казахского музыкального фольклора, музыкант-этнограф А. В. Затаевич записал больше десяти вариантов песни «Дударай». Она легла в основу оперы Е. Г. Брусиловского «Дударай», впервые прозвучавшей в 1953 году в Казахском государственном академическом театре оперы и балета имени Абая в Алма-Ате.
Казахский поэт Х. Н. Бекхожин посвятил в честь истории любви Марии и Дуйсена поэму «Мариям Жагоркызы» (1950).

## Семья
Дети: Рсалды, Муслима, Сайлаубек. Внуки: Бахыт Нурбекова, Хабиба Нурбекова, Каден Аубакиров, Еркежан, Жансая, Нурсултан, Бексултан.